# Маршак, Иосиф Абрамович
Ио́сиф Абра́мович Марша́к (1854, Гнатовка, Киевский уезд, Киевская губерния, Российская империя — 22 августа 1918, Киев, Украинская держава) — киевский купец, ювелир, меценат. Один из крупнейших конкурентов Фаберже. Основатель ювелирного дома «Маршак», который имел 92 здания и производил более половины золотой продукции в Юго-Западном крае Российской империи. Киевский купец I гильдии. Многократный призёр различных выставок. Первым во всей Украине доверил женщинам работать в ювелирном деле. На свои деньги содержал учебное заведение (хедер).

## Биография

Ювелирный дом Иосифа Маршака в Киеве, Крещатик

Иосиф родился в бедной семье Абрама Исаковича и Фени Лазаревны Маршак. Он был старшим ребёнком, у него была сестра и четыре брата. В 14 лет перебрался в Киев и пошёл работать подмастерьем в ювелирной мастерской, со временем стал помощником мастера. Связал себя супружескими узами в 19 лет с девушкой по имени Лия. В дальнейшем у них родились двое сыновей — Александр и Владимир.
2 мая 1878 года открыл собственную мастерскую в Киеве на Подоле. Первое время работал один, через год перебрался на Крещатик и смог расширить дело, взяв подмастерье и учеников. Поначалу Маршак только производил украшения и реализовывал их через магазины других мастеров и торговцев.
В течение следующих 10 лет он существенно расширил своё дело: набрал новых мастеров, заработал авторитет в своём кругу, побывал на выставках ювелирного искусства в Германии и Франции, внедрил новые подходы в производстве. В частности, выполнение операций по гравировке, которые требовали предельной аккуратности и концентрации, он первым стал поручать мастерам-женщинам.
Постепенно мастерская Маршака переросла в большую фабрику, которая вскоре начала осваивать новые рынки — сначала ювелирные изделия продавались в Киеве, Полтаве, Харькове и Тбилиси, а со временем также в Москве, Петербурге и Варшаве, крупные магазины которых были главными заказчиками киевского ювелирного дома. Продукцию Маршака высоко оценивали на профильных выставках — в 1893 году в Чикаго и в 1894 году в Антверпене его работы были отмечены дипломом и медалью.
Со временем Маршак добавил к ювелирному делу ещё и часовое, выкупив бизнес у одного швейцарца (сначала Маршак арендовал, а потом и выкупил у него помещение с цехами). Также Маршак открыл в Киеве ремесленную школу, в которой готовил высококвалифицированных ювелиров и огранщиков. Иосиф Маршак был одним из главных конкурентов Карла Фаберже, его даже стали называть «Киевским Картье». Его изделия — украшения, сервизы, часы и прочие произведения ювелирного искусства — преподносились в подарок обеспеченным людям, представителям дворянства и купечества, а также императорской семье.
У Иосифа Маршака было 8 детей. Когда он умер в 1918 году от рака, то оставил завещание, по которому его состояние распределялось между детьми, а часть денег — 1 миллион рублей — отдавалась на благотворительность и поддержку работников его фабрики. После революции фабрика была национализирована. Сын Иосифа Александр открыл салон в Париже, где вполне успешно продолжал дело отца, а после Второй мировой войны ювелир Жак Верже открыл для ювелирного дома Marchak рынки Северной Америки и Марокко. Пережив многие сложности и даже банкротство, в апреле 2005 года ювелирный салон Marchak снова открылся в Париже.
Известный советский поэт Самуил Маршак приходился И. А. Маршаку двоюродным племянником.